# Fermi (космический гамма-телескоп)
GLAST (англ. Gamma-ray Large Area Space Telescope), впоследствии названный англ. Fermi Gamma-ray Space Telescope (с англ. — «Космический гамма-телескоп Ферми») в честь физика Энрико Ферми (с 26 августа 2008 года), — космическая обсерватория на низкой земной орбите предназначенная для наблюдения больших областей космоса в диапазоне гамма-излучения.
С его помощью астрономы исследуют астрофизические и космологические процессы, происходящие в активных ядрах галактик, пульсарах и других высокоэнергетических источниках; изучают гамма-всплески, ведут поиски тёмной материи.

## Общие сведения

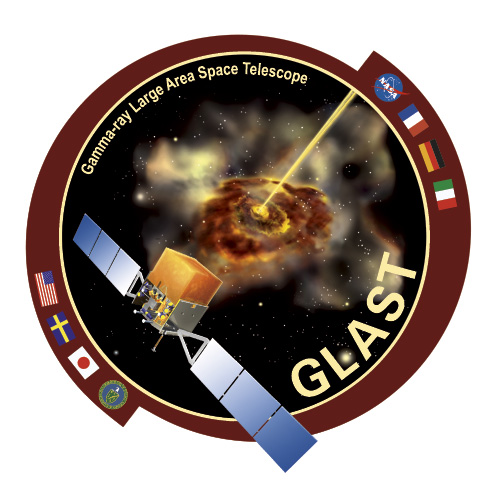
Логотип миссии GLAST

Fermi (GLAST) был запущен на орбиту 11 июня 2008 года в 16:05 по Гринвичу, на борту ракеты-носителя «Дельта-2 7920H». Данная миссия является совместным проектом НАСА, Министерства энергетики США и правительственных агентств Франции, Италии, Японии и Швеции.
Объектами наблюдения Fermi являются: активные ядра галактик, чёрные дыры, нейтронные звёзды, пульсары, микроквазары, космические лучи и остатки сверхновых, галактика Млечный Путь, наша Солнечная система, ранняя Вселенная, тёмная материя и другие высокоэнергетические источники.
Одной из важнейших задач этого проекта является обнаружение гамма-лучей, возникающих при аннигиляции частиц темного вещества. Не исключено, что именно данные с GLAST сыграют ключевую роль в разгадке тайны темной материи.

## Научные приборы

Логотип Fermi G.S.T.

LAT — гамма-телескоп предназначен для наблюдений в диапазоне энергий от нескольких десятков МэВ до сотен ГэВ. Чувствительность на энергии 100 МэВ в 50 раз выше, чем у его предшественника EGRET Комптоновской обсерватории. При этом LAT будет получать гораздо более чёткие изображения и лучше определять координаты источников.
Fermi GBM — прибор для регистрации гамма-всплесков. Ожидается, что он будет регистрировать около 200 событий в год. Это немного, но задача простого увеличения числа известных всплесков перед ним и не ставится. Интереснее детально разобраться с тем, как гамма-всплески светят в жёстком гамма-диапазоне, на энергиях порядка ГэВ. Комптоновская обсерватория увидела несколько очень жёстких всплесков, но вопросов осталось больше, чем ответов.

## Запуск

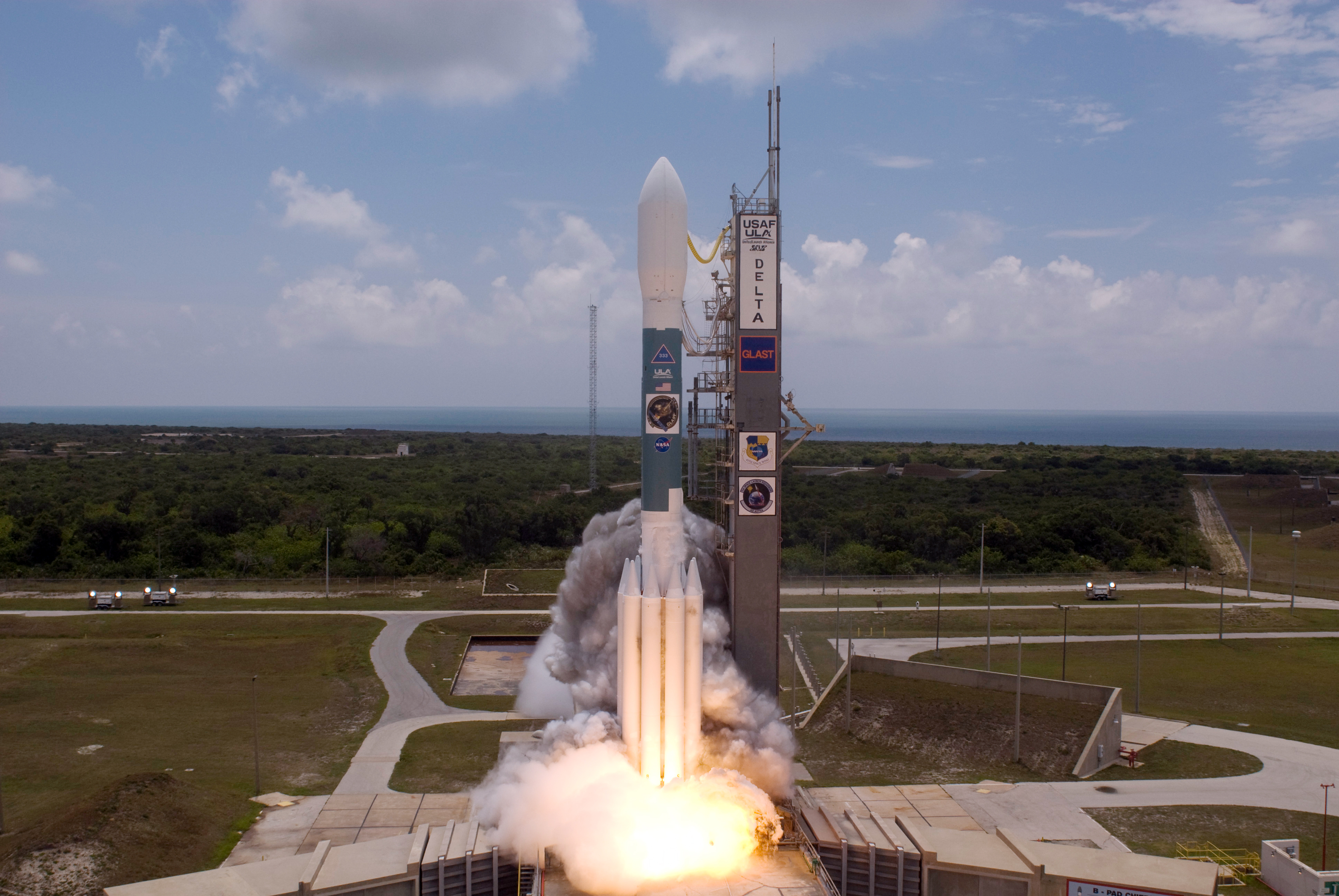
Ракета Дельта-2, со спутником GLAST на борту, стартует с площадки Complex 17-B. Авторы: NASA/Jerry Cannon, Robert Murray.

Запуск телескопа на орбиту Земли состоялся 11 июня 2008 года при помощи ракеты-носителя «Дельта-2». Ракета стартовала с космодрома на мысе Канаверал (Флорида). Дважды запуск откладывался. Первоначально была выбрана дата 16 мая 2008 года, однако из-за технических неполадок запуск отложили до пятого июня, а затем до одиннадцатого.
Телескоп обращается вокруг Земли на высоте 565 километров. Оценочное время его эксплуатации — от пяти до десяти лет.

## Научные результаты

### Гамма-пульсар
Первым значительным открытием обсерватории была регистрация гамма-пульсара, расположенного в остатке сверхновой CTA 1. Он находится в созвездии Цефей на расстоянии около 4600 световых лет от Земли и совершает полный оборот вокруг своей оси за 316,86 миллисекунд.

### GRB 080916C
15 сентября 2008 года телескоп Ферми зарегистрировал рекордную вспышку гамма-излучения, получившую наименование GRB 080916C. Последующие наблюдения астрономов позволили вычислить расстояние до объекта, которое равняется 12 миллиардам световых лет, и мощность вспышки. Считается, что подобные вспышки возникают при гравитационном коллапсе чрезвычайно массивной звезды. Вычисления показали, что скорость выброса звёздного вещества составляло 99,9999 процента от скорости света.

### Пузыри Ферми

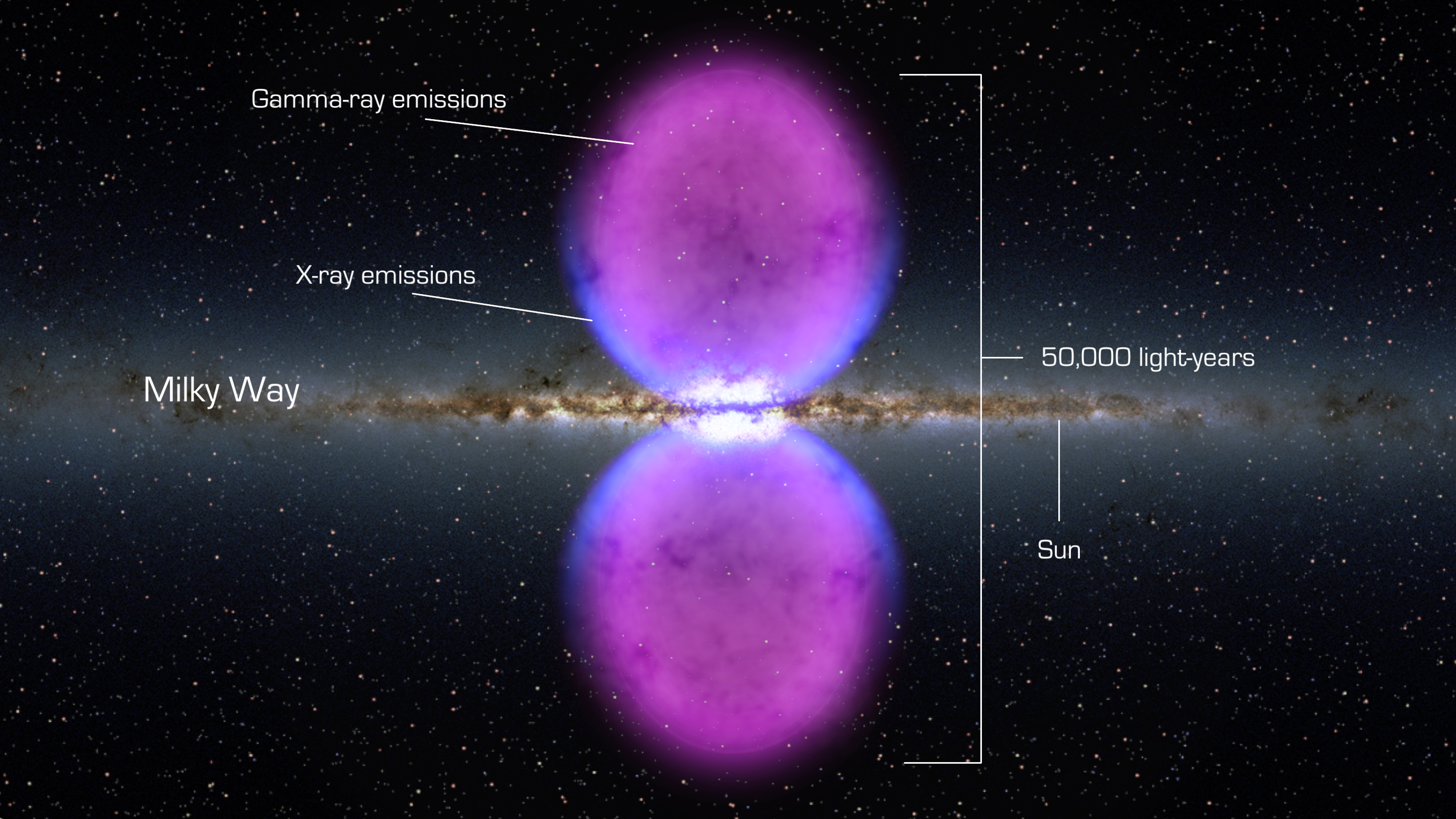
Гамма-рентгеновские пузыри Ферми

Одним из самых удивительных открытий, сделанных космическим телескопом, стало обнаружение гигантских образований размером до 50 тысяч световых лет, расположенных над и под центром нашей Галактики — Млечного Пути. Точная природа этих структур пока не известна, однако учёные полагают, что они возникли благодаря активности сверхмассивной чёрной дыры, находящейся в центре нашей Галактики. Предположительно, возраст пузырей составляет миллионы лет..
- см. также Пузыри eROSITA

### Гамма-вспышки новых звёзд
Начиная с 2010 года, телескоп зарегистрировал несколько мощных гамма-вспышек, источником которых являются новые звезды. Первым подобным объектом стала V407 Лебедя (V407 Cygni). Учёные считают, что такие гамма-вспышки возникают в тесно связанных двойных системах, когда вещество аккрецируется с одной звезды на другую.